# Суворова, Анна Ароновна
А́нна Аро́новна Суво́рова (урождённая Дехтя́рь; род. 11 января 1949, Москва) — советский и российский востоковед, культуролог, переводчик и искусствовед. Доктор филологических наук, заведующая Отделом литератур народов Азии Института востоковедения РАН.

## Биография
Анна Ароновна Дехтярь родилась 11 января 1949 года в Москве. После окончания школы в 1966 году поступила в Институт восточных языков при МГУ, который окончила в 1971 году по специальности «язык урду и литература Индии и Пакистана».
В 1976 году в Институте востоковедения АН СССР защитила диссертацию на соискание учёной степени кандидата филологических наук по теме «Проблемы поэтики Дастанов Урду» (специальность — 10.01.06 «Литературы народов Азии и Африки»).
В 1988 году в Институте востоковедения АН СССР защитила диссертацию на соискание учёной степени доктора филологических наук по теме «Становление и развитие драматургии на языке урду» (специальность — 10.01.06 «Литературы народов Азии и Африки»).
Основные направления исследований — классическая литература на урду, театр и изобразительное искусство Индии и Пакистана, мусульманская культура Южной Азии, суфизм.
Переводчик произведений классической и современной прозы Индии и Пакистана.
- Член Консультативного совета Центра гендерно-культурных проблем (Пакистан).
- Член Королевского Азиатского Общества (Великобритания).
- Член Британской ассоциации южноазиатских исследований.
- Член Союза художников РФ.
- Член Экспертного совета по филологии и искусствоведению РГНФ.

За выдающийся вклад в изучение культуры Пакистана награждена одной из высших государственных наград этой страны — орденом «Ситара-и-имтияз».

## Сочинения

### Книги по востоковедению
- Проблемы поэтики дастанов урду.[4]
- У истоков новоиндийской драмы.[5]
- В поисках театра. Драматургия Индии и Пакистана XX в.
- Индийская любовная поэма-маснави.
- Ностальгия по Лакхнау.[6]…Обложка была не для лоточных развалов — бумажная, всего лишь двухцветная, но хоть глянцевая. Анна Суворова. «Затворницы и куртизанки». Судя по тексту и изображениям в нём, затворницы и куртизанки проживали в восемнадцатом и девятнадцатом столетиях на северо-востоке Хиндустана в знатном слонами, боевыми петухами, дынями, набобами (навабами) и гаремами городе Лакхнау и говорили исключительно на языке урду. Нисколько не противореча привлекательному и даже благоухающему названию, сочинение А. Суворовой было востоковедчески-научное, с соблюдением роскошеств академического церемониального общения. — [lib.ru/PROZA/ORLOW_O/sheewikuka.txt Владимир Орлов. Шеврикука, или Любовь к привидению.]
- Мусульманские святые Южной Азии XI—XV веков.[7][8][9]

…Поэтому, указывая на книгу А. А. Суворовой «Мусульманские святые южной Азии XI—XV веков» как на главную книгу года, мы делаем не выбор, но предпочтение. Эта талантливо написанная книга открывает целый материк внутри огромной мусульманской цивилизации — синкретическую индо-исламскую культуру северного Индостана. Книга Суворовой важна для уходящего года ещё и по той причине, что позволяет достигнуть качественно иного уровня рефлексии по поводу ислама, много более продвинутой и сложной в сравнении с тем, что до сих пор бытует в среде российской гуманитарной элиты. Книга ценна и тем, что написана во многом не кабинетным способом, но по следам паломничеств по святым местам Индостана самого автора. То есть это ещё и путевой дневник востоковеда, отсылающий к лучшим традициям российской любознательности: дух дышит, где хочет…— рецензия «НГ» Ex Libris
- Волшебный фонарь. Избранные статьи и эссе.
- Любить Лахор: топофилия восточного города.[11][12]
- Беназир Бхутто: портрет в двух ракурсах.[13]
- Дочери и вдовы: гендер, происхождение и власть в Южной Азии.[14]
- Разум и чувства: личная жизнь Мохаммеда Али Джинны.[15]
- Masnavi: A Study of Urdu Romance.[16][17]
- Muslim Saints of South Asia: the eleventh to fifteenth century.[18][19][20][21][22][23]
- Barr-e saghir ke awliya aur unke mazar.

 …After Dr. Annemarie Schimmel, Professor Anna Suvorova is perhaps the best scholar on mysticism in the western world. Her book Muslim Saints of South Asia was recently translated into Urdu. Titled Barre Sagheer key Aulia aur un key Mazar, it deals very objectively with the history of our shrines and saints. Although a lot has been written on mysticism, Suvorova has presented it as a living tradition, thus attracting the reader and creating an interest in the subject. Mysticism is not to be discussed, it is something to be practiced and it’s very difficult to write about the spiritual experience. Suvorova, however, has managed to share her spiritual experience so that the reader wants to know more, visit the shrines she mentions and share her experience.— Iftikhar Arif (Chairman of the National Language Authority of Pakistan)
- Early Urdu Theatre: Traditions and Transformations.[25]
- Lahore: Topophilia of Space and Place.[26][27]It is a mystery as to how a layered city such as Lahore has attracted little scholarship in the past few decades. This is why Anna Suvorova’s book «Lahore -Topohilia of Space and Place» is a major book of our times. This book, while a work of formidable scholarship, is distinctive for its personal dimension. Like countless others, Suvorova is an ardent admirer of Lahore and tells us why Lahore has survived historical vicissitudes and also why its memory is so lovingly remembered, invoked and reproduced. — Raza Rumi «The Friday Times»[28]
- Benazir Bhutto: A Multidimensional Portrait.[29][30][31][32][33][34]All of this sounds like an ancient mythological tale. Benazir’s life and death resemble that and have been explored as such by Anna Suvorova, who heads the department of Asian Literature at the Institute of Oriental Studies of the Russian Academy of Sciences, Moscow. Suvorova is no stranger to Pakistan and has years of research to her credit. Originally published in Russian, her book, Benazir Bhutto: A Multidimensional Portrait, has been translated and printed by Oxford University Press, Pakistan. As an anthropological study, Suvorova places Benazir in the wider cultural context and takes the reader through the maze of not just the Bhutto family and its roots, but also the norms with respect to women. Prevalent practices, such as honour killings, acid attacks, rape, and so on, dot the milieu within which Benazir, an otherwise privileged woman, emerged and fought as a democratic leader. — Raza Rumi[35]
- Widows and Daughters: Gender, Kinship, and Power in South Asia[36][37][38][39][40][41]There can be no greater compliment for a writer than to be told their latest work is their best. Anna Suvorova’s most recent book, Widows and Daughters: Gender, Kinship, and Power in South Asia, deserves this acclaims and more as it culminates her earlier works on Muslim saints, Benazir Bhutto, Lahore, and the poetic genre of Sufism’s Masnavi. A bestselling author, Suvorova is no stranger to such commendations. An Urdu speaker who heads the Department of Asian Literature at the Institute of Oriental Studies (Russian Academy of Sciences) in Moscow, she was also awarded Pakistan’s «Sitara-e-Imtiaz» in 2009. — Khaled Ahmed «Newsweek»

### Книги по современному искусству
- Макс Бирштейн. Взгляд художника. — М., 1976.
- Молодые живописцы 70-х годов.
- Валентин Попков. На земле Мордовии.
- Павел Никонов.
- Наталья Нестерова. Серия «Новые имена».
- Тогрул Нариманбеков.
- Нелли Новицкая. Пейзаж, натюрморт.
- Игорь Обросов.
- Наталья Нестерова. — М., 1989.
- Ольга Волкова. Михаил Аввакумов.

## Статьи 2010—2018 годов
- Убийство в защиту чести как социальное явление и современное варварство.
- Lahore: The City of Dreadful Night.
- Беназир Бхутто: последние дни.
- Фатима Бхутто, расколовшая династию.
- Женское соло в мужском хоре: секта зикри в Пакистане.
- Женщина как архетип кашмирской проблемы: символика образа Лал Дэд.
- Женщина, которую любил Джинна.
- Первый пакистанский «Оскар»: международное признание или информационная война?
- Женское политическое лидерство в Азии
- Женское политическое лидерство в странах Азии
- Малала: девочка-символ в борьбе с талибами
- Столкновение цивилизаций или их примирение? Бхутто против Хантингтона
- Drama Urdu. In The Encyclopedia of Islam, Leiden-Boston: Brill, 2014, p.95-96
- Военно-полевой роман по-индийски
- «Дочь демократии»: триумфы и падения Хасины Вазед (недоступная ссылка)
- Когда граница становится фронтиром
- Между стыдом и местью: судьба женщины в Бангладеш
- Почему пакистанцы не любят своих нобелевских лауреатов? (недоступная ссылка)
- Индийская принцесса — героиня французского Сопротивления
- Женский портрет бангладешской оппозиции
- Пакистанский национализм в эмблемах, символах и метафорах
- «Плачущая вдова», покорившая мир
- Женщина-лидер в Южной Азии: случайность или закономерность?
- Чандрика: «лунный свет» над Шри-Ланкой
- Islam and the Feminine: The Post-Colonial Response
- Бедняк, помогавший миллионам бедных
- «Черная роза» Пенджаба
- Пакистанская «Мать Нации»
- «Совесть Пакистана»
- «Малала Юсуфзай: жизнь до и после Нобелевской премии» // Труды Института востоковедения РАН. Выпуск 8. «Пакистан: история и современные проблемы». 2018. С.305-319.
- Банкир для бедных
- От шахской кормилицы до туземной няньки
- «Культовые» бренды Пакистана

- Jinnah as an image
- Jinnah the formative phase

## Переводы
- Нихалчанд Лахори. Роза Бакавали.
- Индийские волшебные повести.
- Раджаб Алибег Сурур. Повесть о чудесах.
- Куррат уль-Айн Хайдар. Дильруба. — М., 1988.
- Ифтихар Ариф. Избранные стихи. //Иностранная литература. 1991. — № 5.
- Саед Ашур Казми. «Пусть стих последний многословен». / Совместно с Л. А. Васильевой и А. С. Сухочевым. — М., 1991.
- Датт У. Великий мятеж. Тендулькар В. Тишина! Суд идет!. //Слепой век. Индийская драма XX века. — М., 1996.
- Манто С. Х. Тоба Тек Сингх. Чугтаи И. Стеганое одеяло. //Скакун солнца: антология индийского рассказа XX века.
- Рушди, Салман. Прибежище мира.
- Шри Ауробиндо. О себе. Собрание сочинений т. 26
- Таслима Насрин. Материнство. //Азия и Африка сегодня. — 2014. — № 11.
- Амрита Притам. Богачка.